# Église Saint-Pierre de Saint-Pierre-en-Faucigny
L'église Saint-Pierre est une église catholique française, située en Haute-Savoie, sur la commune de Saint-Pierre-en-Faucigny.

## Historique
L'église est bâtie en 1745, puis remaniée en 1840 dans le style style néoroman.
Depuis 1899, l'édifice est doté d'un clocher d'une flèche. Il abrite jusqu’en 1861, une cloche en provenance des deux autres paroisses réunies à Saint-Pierre, une de l'église de Saint-Maurice-de-Rumilly et une autre de l'église Saint-Jean de Passeirier, dans le but de chanter au nom d’une seule paroisse.
L'église possédait des reliques des saints Symphorien d'Autun, Guérin et Barthélemy.